# Blanche Bailly
Bailly Larinette Tatah, née le 8 août 1995 à Kumba au Cameroun, plus connue sous le nom de Blanche Bailly est une chanteuse et compositrice camerounaise d'afro-pop. Elle se fait connaitre sur la scène musicale en 2016 avec  premier single intutlé Kam we stay sorti en août 2016. Elle est considérée comme l'une des populaires d'Afrique,,,.

## Biographie

### Enfance et débuts
D'ethnie « Bamiléké », elle naît à Kumba dans la région du Sud-Ouest du Cameroun dans une famille religieuse. Blanche Bailly fréquente l'école primaire Sacré-Cœur Kumba et fait une partie de ses études secondaires à l'école secondaire baptiste Kang Barombi et au Diligent Bilingual College-Kumba. Elle déménage avec sa famille pour la France à l'âge de 12 ans où elle poursuit ses études secondaires. Son séjour en France profite à la chanteuse qui devient bilingue (Français/Anglais). Pendant son séjour en France, elle poursuit son rêve et son objectif de devenir chanteuse. Elle rencontre de nombreuses difficultés qui l'a pousse à déménager au Royaume-Uni.

### Carrière
Au Royaume-Uni, elle rencontre un artiste camerounais qui la met en contact pour sa première session en studio. À l'époque, l'artiste s'appelait Swagger Queen. En 2015, elle sort son premier single Killa produit par Ayo Beats. Elle prend ensuite contact avec le producteur de musique camerounais M. Elad qui écrit son premier single officiel Kam we stay en 2016, produit par le producteur camerounais Philbillbeatz. Après avoir abandonné le single, Blanche décide qu'il est temps de retourner dans son pays natal et de se connecter avec l'industrie de la musique et y faire carrière. Avec le succès de Kam we stay, Blanche collabore de nouveau en 2017 avec Philbillbeatz sur un autre single qu'elle a écrit intitulé Mimbayeur et qui met en vedette le rappeur Mink's. 
Avec plus de succès sur le single qui a fait exploser YouTube avec plus de 15 millions de vues, Blanche Bailly est devenue un nom incontournable de la scène musicale d'Afrique centrale. Elle a ensuite fait des hits comme Dinguo, Bonbon et plus récemment Ndolo et 'Ton pied, mon pied' et son dernier hit 'Leve Toi'. 
Blanche a joué dans des spectacles à guichets fermés au Cameroun et dans des pays comme le Gabon, la Guinée équatoriale, la France, la Suisse et en 2018 a fait une tournée de clubs en Europe avec succès. 
En février 2023 elle sort son tout premier album après une succession de single
Elle est récompensée par des nominations pour la meilleure artiste féminine d'Afrique centrale à l'AFRIMA, Meilleur Urbain et Révélation de l'année au Canal D'or  et le prix Révélation de l'année aux Balafon Music Awards en 2016,.

Son Dernier Hit intitulé 'Lève Toi' Ft. Avec Lady Ponce Est Sortie Le 18 Avril 2025 Avec Plus De 1 Millions De Vues 

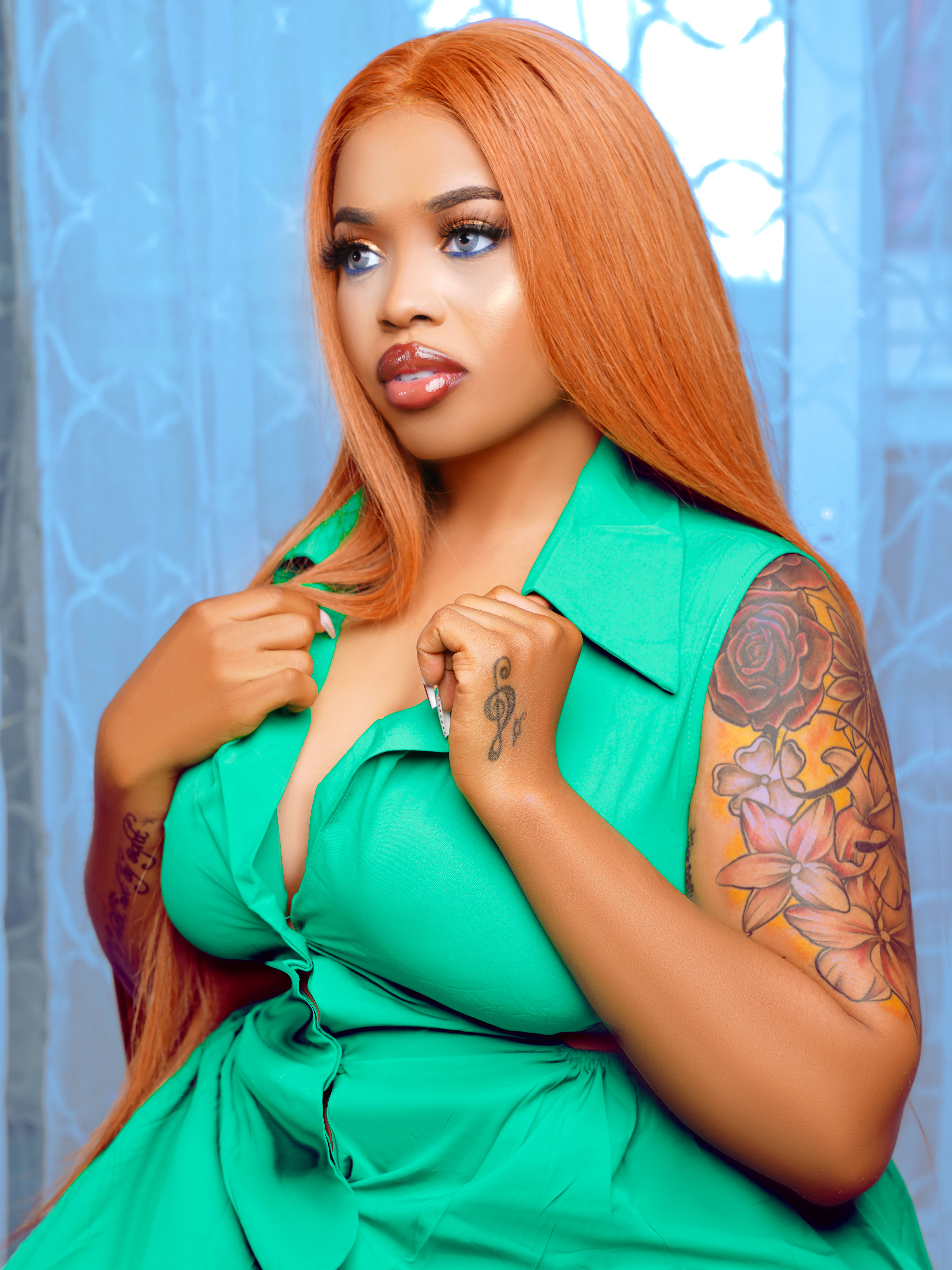
Blanche Bailly En 2021

## Travail humanitaire
En octobre 2018, Blanche Bailly a rejoint des artistes tels que : Mr Leo, Daphne, Minks, Pit Barccardi, Magasco et d'autres dans une chanson appelant à la paix; We Need Peace de Salatiel en réaction à la crise anglophone au Cameroun,.

## Prix et nominations
| Année | Décerner                                              | Catégorie                  | Destinataire   | Résultat |
| ----- | ----------------------------------------------------- | -------------------------- | -------------- | -------- |
| 2018  | Meilleure Femme Afrique Centrale (AFFRIMA)            | Meilleure artiste féminine | Blanche Bailly | Nommée   |
| 2018  | Meilleur Urbain et Révélation de l'année (Canal D'or) | Meilleure artiste féminine | Blanche Bailly | Nommée   |